# Mijdrecht

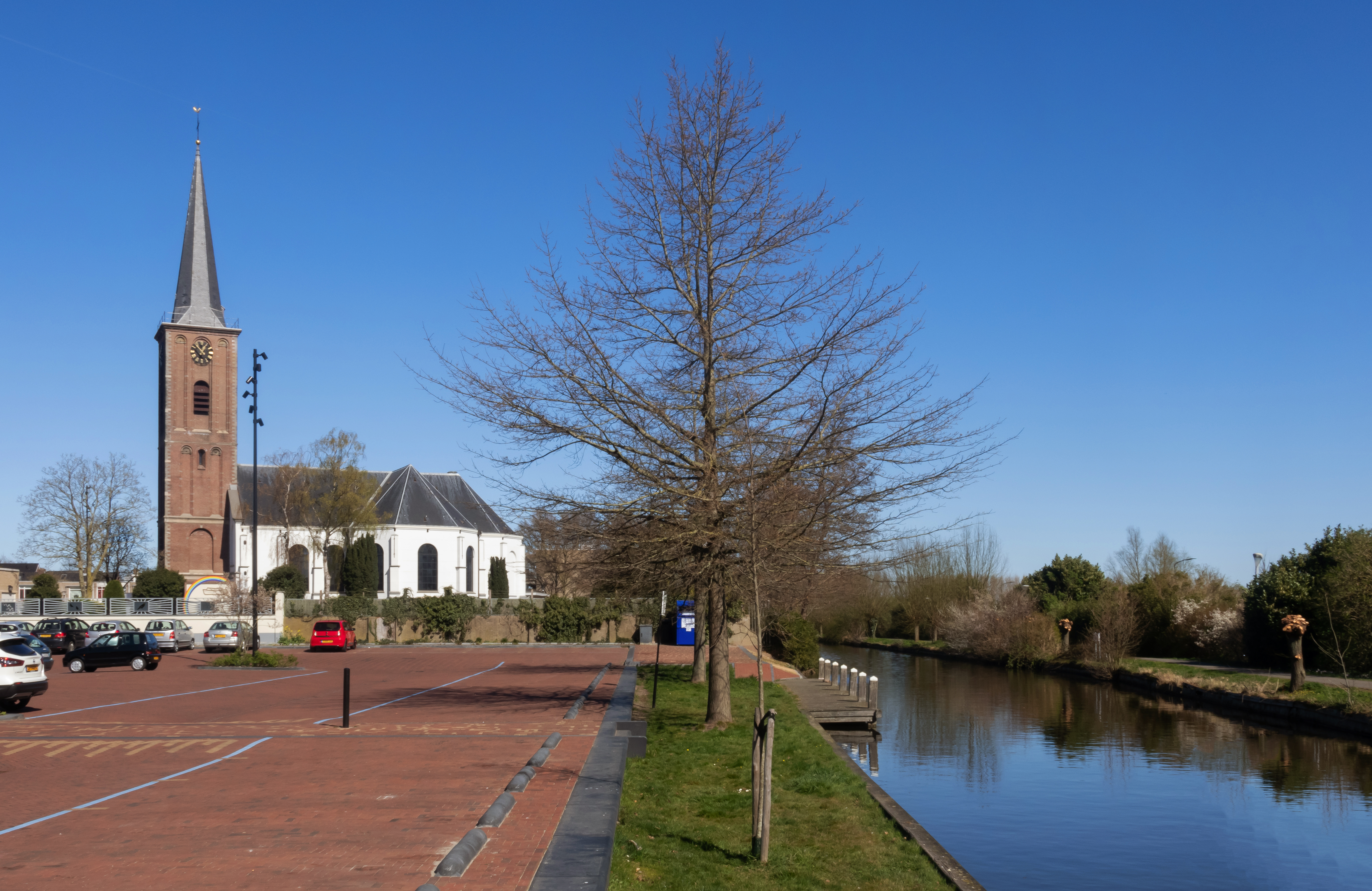
Mijdrecht, de Janskerk

Mijdrecht is de grootste plaats en de hoofdplaats van de gemeente De Ronde Venen in de Nederlandse provincie Utrecht. Het dorp ligt iets ten zuiden van de provinciale weg 201, ongeveer halverwege Uithoorn en Vinkeveen. Mijdrecht ligt tegen het dorp Wilnis aan en heeft 16.080 inwoners (2023).
Tot 1989 was Mijdrecht een zelfstandige gemeente. In dat jaar werd samen met Vinkeveen en Waverveen en Wilnis de nieuwe gemeente De Ronde Venen gevormd. Op 1 januari 2011 werd gefuseerd met Abcoude. Het gemeentehuis bevindt zich in Mijdrecht.

## Geschiedenis

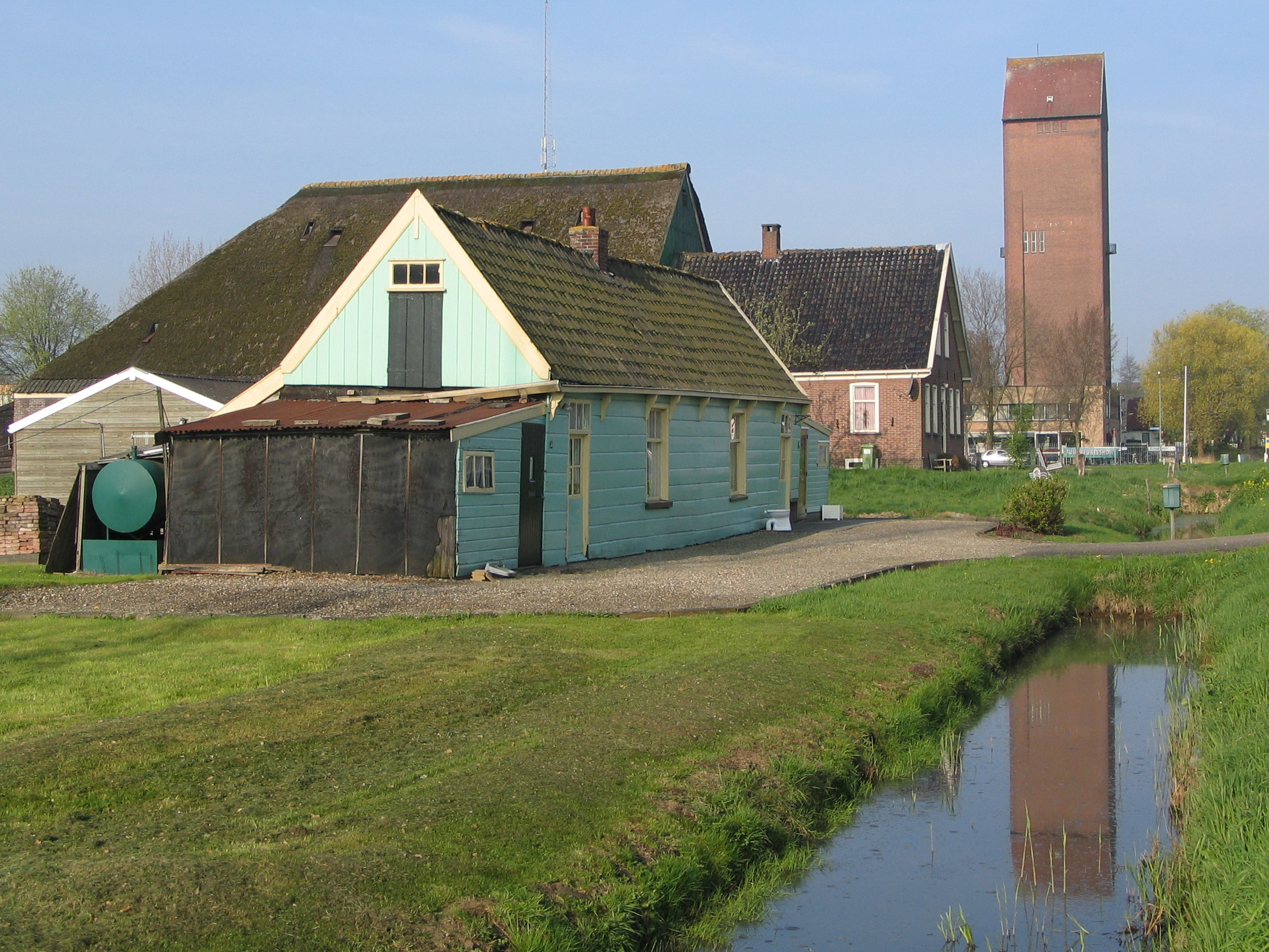
Vervenershuisjes, kop-rompboerderij en watertoren

Mijdrecht behoorde tot 1795 tot de landen van de proosdij van Sint Jan te Utrecht. Rond 1090 vestigde zich een aantal boeren op een dijk, te midden van wateren, kanaaltjes en plassen. Het was de dijk die nu bekendstaat als Bozenhoven en vlak voor het centrum van Mijdrecht ligt. Naarmate er meer gebied drooggelegd werd, konden zich er meer mensen vestigen, en al gauw groeide Mijdrecht uit tot een gehucht. Rond de hoge middeleeuwen was Mijdrecht een echt dorpje. Er stond zelfs een klein slot, het Huis te Mijdrecht. Dit beeld is vele jaren onveranderd gebleven. Ondertussen groeide Mijdrecht langzaam door. Uiteindelijk verdween het slot weer. Rond 1800 was Mijdrecht een dorp met twee kerken, een molen en een scheepswerfje. Mijdrecht was omgeven door kanalen, en kreeg hierdoor wat meer bekendheid in de binnenvaart.
Mijdrecht lag destijds, tussen 1915 en 1950, aan de Haarlemmermeerspoorlijn (Aalsmeer - Loenen - Nieuwersluis). Nadat het reizigersvervoer in 1950 was gestaakt, fungeerde het traject tot 1986 nog als goederenspoorlijn. Nadien is de spoorlijn ontmanteld en zijn de rails verwijderd. Een deel van het traject, tussen Uithoorn en Mijdrecht, is nu als busbaan in gebruik. Het voormalige stationsgebouw staat er nog.
Rond 1950 verscheen de eerste woonwijk in Mijdrecht. Dat was het begin van de vernieuwing, die Mijdrecht maakte tot wat het nu is. In de loop der jaren werd Mijdrecht steeds groter, kwamen er meer woonwijken bij en vonden er veranderingen plaats. In 2005 is er een nieuwe wijk bij gekomen: Wickelhof II. In 2006 is Wickelhof III voltooid, die aansluit bij Wickelhof I en II.

## Voorzieningen
Mijdrecht heeft een middelbare school, het VeenLanden College, voor vmbo-t, havo en vwo. Het VLC heeft een tweede vestiging in Vinkeveen.
De Mijdrechtse voetbalvereniging SV Argon komt in de hogere amateurklasse van het voetbal uit. De vereniging biedt naast voetbal ook basketbal aan. Naast Argon is er in Mijdrecht ook de korfbalvereniging KV Atlantis, gymvereniging GVM'79, volleybalvereniging Unitas en de hockeyclub HVM (hockey vereniging Mijdrecht).
Er zijn in Mijdrecht verschillende sporthallen, 'De Brug' voor turnen, freerunnen en acrogym, 'De Eendracht' en sinds 2005 ook 'De Phoenix' ter vervanging van het afgebrande sportcomplex Party Plaza. Ook heeft Mijdrecht een muziekvereniging, Show- en Marchingband VIOS met een clubgebouw op de windmolen.
Verder staat er aan Oosterlandweg 2-B het clubhuis van Scouting Jan Van Speyk, de scoutinggroep van Mijdrecht en Wilnis. 

## Festiviteiten
Van 1982 tot 2012 werd elk jaar met Pinksteren het AJOC Festival georganiseerd door jongerenvereniging AJOC uit Mijdrecht. In 2014 en 2015 waren er twee 'Back to basic'-edities en sinds 2023 is het AJOC-festival weer terug van weggeweest.
Sinds 2010 wordt ieder jaar het Vogelvrij Festival georganiseerd.

## Geboren in Mijdrecht
- Gerard Aafjes (1985), voetballer
- Jan Willem Boersma (1967), politicus en burgemeester
- Theo Hoogstraaten (1948), kinderboekenschrijver
- Isabelle van Keulen (1966), violiste
- Beppie Melissen (1951), actrice
- Jeroen Post (1975), zanger, presentator, dj, vj, ringspeaker en acteur
- Kevin Regelink (1990), marathonschaatser
- Lesly de Sa (1993), voetballer
- Dennis van Scheppingen (1975), tennisser
- Ivo Snijders (1980), roeier
- Werenfried van Straaten (1913-2003), norbertijn, priester en oprichter Oostpriesterhulp
- Lorena Wiebes (1999), wielrenster